# Sari Sulejman-paša
Sari Sulejman-paša (tur. Sarı Süleyman Paşa, sarı = "plave kose") je bio veliki vezir Osmanskog Carstva. Rodom je bio iz Pljevlja, Crna Gora tada u sklopu Bosanski ejalet. . 
Obnašao je dužnost velikog vezira od 18. studenog 1685. do 18. rujna 1687. Njegovom padu i smaknuću je prethodio težak poraz osmanskih snaga kojima je zapovijedao kod Mohača 12. kolovoza 1687.
Nakon toga poraza nastala je pobuna u osmanskim postrojbama. Zapovjednik Sari Sulejman-paša se pobojao da bi ga mogle ubiti njegove vlastite postrojbe te je pobjegao sa zapovjednog mjesta, prvo u Beograd i potom u Istanbul. Kad su vijesti o porazu i pobuni stigle u Istanbul početkom rujna, zamijenio ga je Abaza Sivajus-paša koji je postavljen za zapovjednika, a malo zatim za velikog vezira, a nešto poslije je Sari Sulejman-paša smaknut.